# Серро-Лас-Мінас
Серро-Лас-Мінас (ісп. Cerro Las Minas) — гора в департаменті Лемпіра в Гондурасі. Має висоту 2849 метрів над рівнем моря (за іншими даними — 2870 метрів), є найвищою точкою країни. Також відома під назвою Піко-Селак (ісп. Pico Celaque).
Гора Серро-Лас-Мінас входить до складу хребта Кордильєра-де-Селак. З 1987 року є центром національного парку Селак. Вершина знаходиться у важкодоступному ненаселеному місці, тому відомо про неї дуже мало. Найближчі більш-менш великі населені пункти: Бельєн-Гуальчо (бл. 12 км на південний захід по прямій), Грасьяс (бл. 13 км на північний схід по прямій), Ла-Кампа (бл. 14 км на південний схід по прямій), Коркін (бл. 18 км на захід по прямій).